# Giuseppe Garano
Giuseppe Garano, detto Pippo (Messina, 6 luglio 1934 – Trieste, 14 luglio 2024), è stato un cestista e allenatore di pallacanestro italiano.

## Biografia
Allenò la Triestina in Serie A1 femminile. Ottenne 12 promozioni in carriera, tra cui quella nella massima serie con le biancorosse nel 1988-1989; l'esperienza a Trieste nella massima serie si chiuse alla sesta giornata del 1990-1991, con la sostituzione con Gianni Pituzzi.
Cresciuto come giocatore nella Maurolico Messina, militò in diverse squadre siciliane negli anni '50. Iniziò la carriera da allenatore a Messina, ottenendo promozioni con la Cestistica Messina e la Polisportiva Messina. In Serie A2 guidò diverse squadre con un record di 36 vittorie e 30 sconfitte. Nel 1963 si trasferì in Friuli-Venezia Giulia, dove ebbe un impatto significativo sul basket femminile.
Lavorò sia nel basket maschile che femminile in diverse città della regione, come Trieste, Udine, Gorizia e Pordenone. Amante della zona pressing e innovatore negli allenamenti, Garano divenne famoso anche per le sue improvvise sfuriate seguite da una calma inaspettata.
Fu più volte direttore dei Corsi di Alta Specializzazione degli Allenatori. Fu, inoltre, un giudice di pace.
Sua nipote Alice Policastro fu capitana della Ginnastica Triestina della squadra che nel 2013-2014 vinse la finale promozione di A2, 25 anni dopo la promozione della Crup Trieste.